# 2012-es magyar műkorcsolya- és jégtáncbajnokság
A januári időpont helyett 2012. február 11. és 12. között rendezték a szezon magyar műkorcsolya- és jégtáncbajnokságát – a műkorcsolya utánpótlás korú országos bajnokságával együtt – a budapesti Gyakorló Jégcsarnokban. A bajnokságon a Nemzetközi Korcsolyaszövetség (ISU) előírásainak megfelelően 3 kategóriában indultak a versenyzők, úgymint a senior (15 év felett), a junior (13–18 év) és az „advanced novice” (10–15 év) kategóriák.

## Versenyszámok

### Advanced novice fiúk
| #  | Név               | Sportegyesület  | Össz- pontszám | RP | SZP |
| -- | ----------------- | --------------- | -------------- | -- | --- |
| 1. | Böröcz Máté       | Vasas SC        | 90,35          | 2  | 1   |
| 2. | Borovoj Alexander | AST Testkultúra | 86,35          | 1  | 2   |
| 3. | Csernoch András   | DSC-SI          | 75,11          | 3  | 3   |

### Advanced novice lányok
| #  | Név              | Sportegyesület       | Össz- pontszám | RP | SZP |
| -- | ---------------- | -------------------- | -------------- | -- | --- |
| 1. | Tóth Ivett       | Magyar AC            | 104,85         | 2  | 1   |
| 2. | Kántor Georgina  | Vasas SC             | 97,64          | 1  | 3   |
| 3. | Havasi Dorka     | Miskolci Jégvirág KK | 91,27          | 3  | 2   |
| 4. | Kósa Eszter      | DSC-SI               | 77,31          | 4  | 4   |
| 5. | Jászonyi Jára    | Vasas SC             | 71,42          | 5  | 6   |
| 6. | Kovács Bernadett | SPO                  | 69,59          | 6  | 5   |
| 7. | Teszári Tifani   | SPO                  | 57,00          | 7  | 7   |

### Junior nők
| #  | Név                 | Sportegyesület | Össz- pontszám | RP | SZP |
| -- | ------------------- | -------------- | -------------- | -- | --- |
| 1. | Szombathelyi Eszter | Magyar AC      | 103,51         | 2  | 2   |
| 2. | Kovács Vanda        | Vasas SC       | 103,34         | 1  | 3   |
| 3. | Chiappa Viktória    | Vasas SC       | 102,84         | 3  | 1   |
| 4. | Medgyesi Orsolya    | KRI            | 85,32          | 4  | 4   |
| 5. | Griga Judit         | SPO            | 74,64          | 5  | 5   |
| 6. | Nagy Blanka         | JÉC            | 67,50          | 6  | 7   |
| 7. | Surányi Luca        | SPO            | 64,55          | 7  | 6   |

### Senior férfiak
| #  | Név           | Sportegyesület | Össz- pontszám | RP | SZP |
| -- | ------------- | -------------- | -------------- | -- | --- |
| 1. | Markó Márton  | Vasas SC       | 152,73         | 2  | 1   |
| 2. | Forgó Kristóf | Magyar AC      | 140,77         | 1  | 2   |

### Senior nők
| #  | Név                  | Sportegyesület | Össz- pontszám | RP | SZP |
| -- | -------------------- | -------------- | -------------- | -- | --- |
| 1. | Chelsea Rose Chiappa | Vasas SC       | 114,28         | 1  | 1   |
| 2. | Borbély Regina       | Jéghegy KK     | 110,94         | 2  | 2   |
| 3. | Szolga Annamária     | Jégcsillag SE  | 89,02          | 3  | 3   |

### Jégtánc junior
| #  | Név                               | Sportegyesület | Össz- pontszám | RP | SZP |
| -- | --------------------------------- | -------------- | -------------- | -- | --- |
| 1. | Merkwart Szidónia / Lukács Ádám   | SPO            | 107,57         | 1  | 1   |
| 2. | Szemes Adrienn / Szénási Dániel   | KAD            | 94,16          | 2  | 2   |
| 3. | Török Viktória / Szénási Martin   | KAD            | 81,15          | 3  | 4   |
| 4. | Staudt Réka / Staudt Máté         | ROC            | 76,67          | 5  | 3   |
| 5. | Turóczi Tamara / Mayer Daniel     | SPO            | 76,11          | 4  | 5   |
| 6. | Király Lili / Nagy Szabolcs       | SPO            | 67,10          | 6  | 6   |
| 7. | Szemes Gabriella / Varjasi Ferenc | KAD            | 66,16          | 7  | 7   |

### Jégtánc senior
| #  | Név                         | Sportegyesület         | Össz- pontszám | RP | SZP |
| -- | --------------------------- | ---------------------- | -------------- | -- | --- |
| 1. | Nagy Zsuzsanna / Fejes Máté | Budapesti Spartacus SC | 133,09         | 1  | 1   |
| 2. | Turóczi Dóra / Major Balázs | SPO                    | 120,18         | 2  | 2   |

### Basic novice A fiúk
| #  | Név               | Sportegyesület  | Össz- pontszám | SZP |
| -- | ----------------- | --------------- | -------------- | --- |
| 1. | Csernoch András   | DSC-SI          | 33,51          | 1   |
| 2. | Szoboszlai Tamás  | HSE             | 25,61          | 2   |
| 3. | Csáki Benedek     | FŐN             | 22,12          | 3   |
| VL | Borovoj Alexander | AST Testkultúra |                |     |

### Basic novice A lányok
| #   | Név               | Sportegyesület       | Össz- pontszám | SZP |
| --- | ----------------- | -------------------- | -------------- | --- |
| 1.  | Medgyesi Fruzsina | KRI                  | 38,38          | 1   |
| 2.  | Fácska Laura      | DSC-SI JE            | 38,01          | 2   |
| 3.  | Fabók Bíborka     | Vasas SC             | 36,69          | 3   |
| 4.  | Osváth Zsuzsanna  | Miskolci Jégvirág KK | 35,91          | 4   |
| 5.  | Anheuer Gréta     | AST Testkultúra      | 35,24          | 5   |
| 6.  | Teszári Vivien    | SPO                  | 33,93          | 6   |
| 7.  | Báthori Júlia     | Miskolci Jégvirág KK | 32,89          | 7   |
| 8.  | Herdon Sára       | FŐN                  | 32,37          | 8   |
| 9.  | Weidemann Kiri    | MTK SC               | 32,13          | 9   |
| 10. | Doci Nicole       | SPO                  | 31,87          | 10  |
| 11. | Nové Vivien       | MTK SC               | 31,56          | 11  |
| 12. | Gaál Anna         | Miskolci Jégvirág KK | 31,54          | 12  |
| 13. | Máté Zita         | BKE                  | 31,41          | 13  |
| 14. | Teszári Tifani    | SPO                  | 30.91          | 14  |
| 15. | Mórucz Babett     | JÉC                  | 30,82          | 15  |
| 16. | Szilágyi Lili     | SPO                  | 30,48          | 16  |
| 17. | Daher Paula       | HSE                  | 30,27          | 17  |
| 18. | Papp Petra        | MTK SC               | 30,22          | 18  |
| 19. | Jakab Dária       | Vasas SC             | 28,55          | 19  |
| 20. | Házi Veronika     | UTE                  | 28,05          | 20  |
| 21. | Boronkai Anna     | SPO                  | 26,55          | 21  |
| 22. | Bernáth Gréta     | DSC-SI JE            | 23,73          | 22  |
| 23. | Szűcs Dorka       | DSC-SI JE            | 23.,16         | 23  |
| 24. | Nagy Fruzsina     | Magyar AC            | 21,96          | 24  |
| 25. | Rácz Ajna         | DSC-SI JE            | 21,92          | 25  |
| 26. | Hadházi Flóra     | DSC-SI JE            | 21,28          | 26  |
| VL  | Szabó Klaudia     | ANT                  |                |     |
| VL  | Dávid Dominika    | SZF                  |                |     |

### Basic novice B lányok
| #   | Név              | Sportegyesület         | Össz- pontszám | SZP |
| --- | ---------------- | ---------------------- | -------------- | --- |
| 1.  | Friesz Bianka    | Miskolci Jégvirág KK   | 40,47          | 1   |
| 2.  | Kósa Eszter      | DSC-SI                 | 38,51          | 2   |
| 3.  | Joó Laura        | Magyar AC              | 33,52          | 3   |
| 4.  | Faragó Franciska | ANT                    | 33,47          | 4   |
| 5.  | Molnár Virág     | Miskolci Jégvirág KK   | 33,06          | 5   |
| 6.  | Kovács Bernadett | SPO                    | 31,82          | 6   |
| 7.  | Szeder Blanka    | Magyar AC              | 31,67          | 7   |
| 8.  | Duró Patrícia    | DSC-SI                 | 29,55          | 8   |
| 9.  | Király Bernadett | FŐN                    | 28,82          | 9   |
| 10. | Sugár Zsófia     | BKE                    | 28,04          | 10  |
| 11. | Papp Vanda       | Magyar AC              | 23,52          | 11  |
| VL  | Hammes Laura     | Budapesti Spartacus SC |                |     |
| VL  | Matiscsák Vivien | HSE                    |                |     |
| VL  | Takács Anna      | Magyar AC              |                |     |

### Cubs fiúk
| #  | Név          | Sportegyesület | Össz- pontszám | SZP |
| -- | ------------ | -------------- | -------------- | --- |
| 1. | Bunász Péter | UTE            | 17,13          | 1   |
| 2. | Rian Morgan  | SIL            | 11.,26         | 2   |

### Cubs I lányok
| #   | Név                | Sportegyesület       | Össz- pontszám | SZP |
| --- | ------------------ | -------------------- | -------------- | --- |
| 1.  | Rabb Csenge        | MTK SC               | 26,69          | 1   |
| 2.  | Győrfi Katinka     | DCS-SI JE            | 26,01          | 2   |
| 3.  | Nagy Dóra          | Miskolci Jégvirág KK | 25,62          | 3   |
| 4.  | Kósa Lilla         | DCS-SI JE            | 21.98          | 4   |
| 5.  | Gál Zoé            | MTK SC               | 20,45          | 5   |
| 6.  | Nagy Zita          | TAN                  | 20,28          | 6   |
| 7.  | Kiss Eszter        | MTK SC               | 18,15          | 7   |
| 8.  | Szabó Cintia       | DCS-SI JE            | 16,67          | 8   |
| 9.  | Schermann Regina   | UTE                  | 14,38          | 9   |
| 10. | Kaszál Anna Karina | SIL                  | 14,16          | 10  |
| 11. | Fliszár Hanna      | SZF                  | 11,55          | 11  |
| 12. | Haizmann Rege      | UTE                  | 9,19           | 12  |

### Cubs II lányok
| #   | Név               | Sportegyesület       | Össz- pontszám | SZP |
| --- | ----------------- | -------------------- | -------------- | --- |
| 1.  | Baráth Mira       | SPO                  | 28,72          | 1   |
| 2.  | Gyarmati Kata     | KRI                  | 26,23          | 2   |
| 3.  | Weber Jázmin      | SPO                  | 25,61          | 3   |
| 4.  | Szarka Ivett      | HSE                  | 23,44          | 4   |
| 5.  | Bernáth Lia       | DCS-SI JE            | 23,14          |     |
| 6.  | Balogh Henriett   | MTK SC               | 22,56          | 6   |
| 7.  | Árvay-Vass Léna   | MTK SC               | 22,36          | 7   |
| 8.  | Bikki Olívia      | DCS-SI JE            | 22,11          | 8   |
| 9.  | Csiszér Emese     | Miskolci Jégvirág KK | 20,40          | 9   |
| 10. | Fülöp Gréta       | Miskolci Jégvirág KK | 20,32          | 10  |
| 11. | Matiscsák Melitta | HSE                  | 19,79          | 11  |
| 12. | Szabó Blanka      | Miskolci Jégvirág KK | 19,16          | 12  |
| 13. | Csóri Fanni       | UTE                  | 18,50          | 13  |
| 14. | Csonka Dorottya   | UTE                  | 17,36          | 14  |
| 15. | Nagy Dalma        | Miskolci Jégvirág KK | 16,78          | 15  |
| 16. | Szűcs Gréta       | Miskolci Jégvirág KK | 16,51          | 16  |
| 17. | Csontos Boglárka  | SPO                  | 16,16          | 17  |
| 18. | Balga Lili        | Miskolci Jégvirág KK | 15,78          | 18  |
| 18. | Lóczy Viktória    | Miskolci Jégvirág KK | 15,78          | 18  |
| 20. | Vazsinka Laura    | KER                  | 15,46          | 20  |
| 21. | Glozik Emese      | GOL                  | 14,73          | 21  |